# Ноа Огайо
Ноа Огайо (нід. Noah Ohio, нар. 16 січня 2003, Алмере) — нідерландський та англійський футболіст нігерійського походження, нападник клубу «Утрехт» та молодіжної збірної Нідерландів.

## Клубна кар'єра
Народився 16 січня 2003 року в місті Алмере. Розпочав займатись футболом у рідному місті, а 2015 року переїхав до Англії, де тренувався в академія футбольних клубів «Манчестер Юнайтед» та «Манчестер Сіті». У липні 2019 року потрапив до академії німецького «РБ Лейпциг». За німецьку команду Ноа так і не дебютував, натомість грав в оренді у нідерландському «Вітессі» та австрійській «Аустрія» (Відень).
14 липня 2022 року перейшов у бельгійський клуб «Стандард» (Льєж), підписавши чотирирічний контракт. У своєму першому сезоні він зіграв 27 з 40 можливих матчів чемпіонату за «Стандард», забивши п'ять голів, а також провів два кубкові матчі. Щоб відновити свою форму після травми, він також зіграв чотири матчі, забивши два голи, за резервну команду, яка грала в другому Дивізіоні. У першій половині наступного сезону він забив один гол у 14 з 22 ігор чемпіонату, так і не ставши незмінним гравцем команди, тому у січні 2024 року перейшов в оренду до клубу другого дивізіону Англії «Галл Сіті».
8 липня 2024 року перейшов до «Утрехту», підписавши трирічний контракт. У дебютному сезоні він відіграв за команду з Утрехта 23 матчі в національному чемпіонаті, забивши 5 голів.

## Виступи за збірні
2017 року дебютував у складі юнацької збірної Нідерландів (U-15), за яку провів 3 матчі і забив 2 голи, після чого вирішив представляти Англію і у 2018–2019 роках провів 6 матчів за збірну Англії U-16. Надалі Ноа повернувся до виступів за збірні Нідерландів і грав за юнацькі команди до 16 та 19 років. Загалом на юнацькому рівні взяв участь у 16 іграх, відзначившись 8 забитими голами.
З 2023 року залучався до складу молодіжної збірної Нідерландів. Він забив сім голів у дев'яти матчах відбору молодіжного чемпіонату Європи 2025 року, допомігши команді кваліфікуватись у фінальну частину. На самому молодіжному Євро, що пройшов у Словаччині, він зіграв у всіх п'яти іграх і забив у півфіналі проти збірної Англії, але збірна Нідерландів програла матч з рахунком 1:2 і не вийшла у фінал. Всього на молодіжному рівні зіграв у 22 офіційних матчах, забив 9 голів.